# Dalila Carmo
Dalila Carmo e Sousa Amorim (* 24. August 1974 in Vila Nova de Gaia) ist eine portugiesische Film- und Fernseh-Schauspielerin.

## Werdegang
Nachdem sie die Schulpflicht von damals neun Jahren hinter sich gebracht hatte, entschied sie sich für eine Schauspiellaufbahn und begann mit 15 Jahren eine Schauspielausbildung, am Ballet-Teatro Contemporâneo in Porto (Abschluss 1993). Bereits in der Ausbildung begann sie, als Darstellerin auf der Bühne zu stehen, in der Theatergruppe Art'Imagem und anderen. Nach einer ersten Rolle in einem Kurzfilmprojekt 1990 trat sie 1993 erstmals in einem Kinofilm auf, in Manoel de Oliveiras Literaturverfilmung Am Ufer des Flusses. Danach zog sie nach Lissabon, um sich ganz dem Theater und dem portugiesischen Kino zu widmen.
Sie nahm Schauspielunterricht bei Marcia Haufrecht im New Yorker Actors Studio und spielte häufig Theater, darunter 1994 am Teatro São Luiz (Let´s make opera) und im Ensemble der Companhia de Teatro de Almada. Erstmals inszenierte sie 1999 selbst am Theater, ihr eigenes Stück Entre Tantos na Cadeira auf der Bühne der Culturgest. Später verlegte sie sich verstärkt auf Kino und Fernsehen, spielt aber bis heute weiter häufig Theater.
Einen ihrer ersten Filmpreise gewann sie 1999 beim Fantasporto-Filmfestival, für ihre Rolle in Margarida Gils Film O Anjo da Guarda. Für ihre Darstellung der Dichterin Florbela Espanca in Vicente Alves do Ós Biopic Florbela (2012) erhielt sie zahlreiche Filmpreise, darunter den Prémio Sophia 2013, die Globos de Ouro 2013, die CinEuphoria Awards 2013 und den Preis als beste Schauspielerin bei den Caminhos do Cinema Português 2012.
Seit ihrer Mitwirkung in den 60 Folgen der RTP1-Serie Diário de Maria 1998 spielte sie in zahlreichen Serien und Telenovelas verschiedener Sender, häufig in Hauptrollen, darunter ihre Mitwirkung in 449 der über 1.000 Folgen der erfolgreichen Jugendserie Morangos com Açúcar. Für ihre Mitwirkung an der Fernsehserie Equador erhielt sie 2010 ihren ersten Trophéu TV 7 Dias, der Fernsehpreis der Fernsehzeitschrift TV 7 Dias. Den Preis erhielt sie danach für Rollen in mehreren Miniserien, Serien und Telenovelas.
Auch in einigen internationalen Film- und Fernsehproduktionen wirkte sie mit, allerdings nur gelegentlich und in Nebenrollen.
Am 27. März 2023 wurde sie für ihre Verdienste um das Theaterspiel in Lissabon geehrt, mit ihrem Namen im Portugiesischen Straßenpflaster an der Praça da Alegria, ein Platz nahe der Avenida da Liberdade. Seit 2019 werden dort Persönlichkeiten am Welttag des Theaters in einem Walk of Fame geehrt, in entfernter Anlehnung an den Hollywood Walk of Fame.
Dalila Carmo heiratete 2006 den Ökonomen Vasco Machado, das Paar wurde 2013 kinderlos geschieden.

## Filmografie (Auswahl)
- 1990: O Criado Ostrowsky (Kurzfilm); Regie: Paulo Castro
- 1993: Am Ufer des Flusses (Vale Abraão); Regie: Manoel de Oliveira
- 1994: Die Bartholomäusnacht; Regie: Patrice Chéreau
- 1995: Die göttliche Komödie (A Comédia de Deus); Regie: João César Monteiro
- 1996: La leyenda de Balthasar el Castrado; Regie: Juan Miñón
- 1998: Tráfico; Regie: João Botelho
- 1998–1999: Diário de Maria (Fernsehserie, 60 Folgen)
- 1999: Quasimodo d'El Paris; Regie: Patrick Timsit
- 1999–2000: Todo o Tempo do Mundo (Telenovela, 130 Folgen)
- 2000–2001: Jardins Proibidos (Telenovela, 180 Folgen)
- 2001–2002: Filha do Mar (Telenovela, 168 Folgen)
- 2003–2005: Morangos com Açúcar (Jugendserie, 449 Folgen)
- 2005: Os Meus Espelhos (Kurzfilm); Regie: Rui Simões
- 2005: Ninguém como Tu (Telenovela, 194 Folgen)
- 2006–2007: Tempo de Viver (Telenovela, 213 Folgen)
- 2008: A Outra (Telenovela, 193 Folgen)
- 2008–2009: Equador (Miniserie, 12 Folgen)
- 2010: Quero Ser Uma Estrela; Regie: José Carlos de Oliveira
- 2010–2011: Sedução (Telenovela, 197 Folgen)
- 2011: Quinze Pontos na Alma; Regie: Vicente Alves do Ó
- 2012: Florbela; Regie: Vicente Alves do Ó (auch Miniserie)
- 2013: Sinais de Vida (Arztserie, 80 Folgen)
- 2014: Os Filhos do Rock (Fernsehserie, 20 Folgen)
- 2014: O Beijo do Escorpião (Telenovela, 200 Folgen)
- 2016–2017: A Impostora (Telenovela, 340 Folgen)
- 2017: Jacinta; Regie: Jorge Paixão da Costa
- 2017: Perdidos; Regie: Sérgio Graciano
- 2018–2019: Valor da Vida (Telenovela, 200 Folgen)
- 2019: Quero-te Tanto!; Regie: Vicente Alves do Ó
- 2019–2020: Na Corda Bamba (Telenovela, 187 Folgen)
- 2021: Pecado (Miniserie, 6 Folgen)
- 2022: Pôr do Sol (Fernsehserie, 20 Folgen)
- 2022: A Fada do Lar; Regie: João Maia
- 2022: Encontro; Regie: François Manceaux
- 2022–2023: Por Ti (Telenovela, 260 Folgen)
- 2023: Primeira Obra
- 2023: O Misterioso Caso De Lázaro Lafourcade
- 2023: João Sem Deus – A Queda de Abadiânia (Miniserie, 6 Folgen)
- 2024: A Filhal (Fernsehserie, 6 Folgen)
- seit 2024: Morangos com Açúcar (Fernsehserie)
- seit 2024: A Fazenda (Telenovela)